# Maracalagonis
Maracalagonis è un comune italiano di 7 861 abitanti della città metropolitana di Cagliari in Sardegna.

## Origini del nome
Il toponimo deriva dal sardo mara (palude di acqua salmastra) e dal 1416 il paese venne chiamato Mara de Calagonis, aggiungendo il nome della vicina villa scomparsa di Calagonis.

## Storia

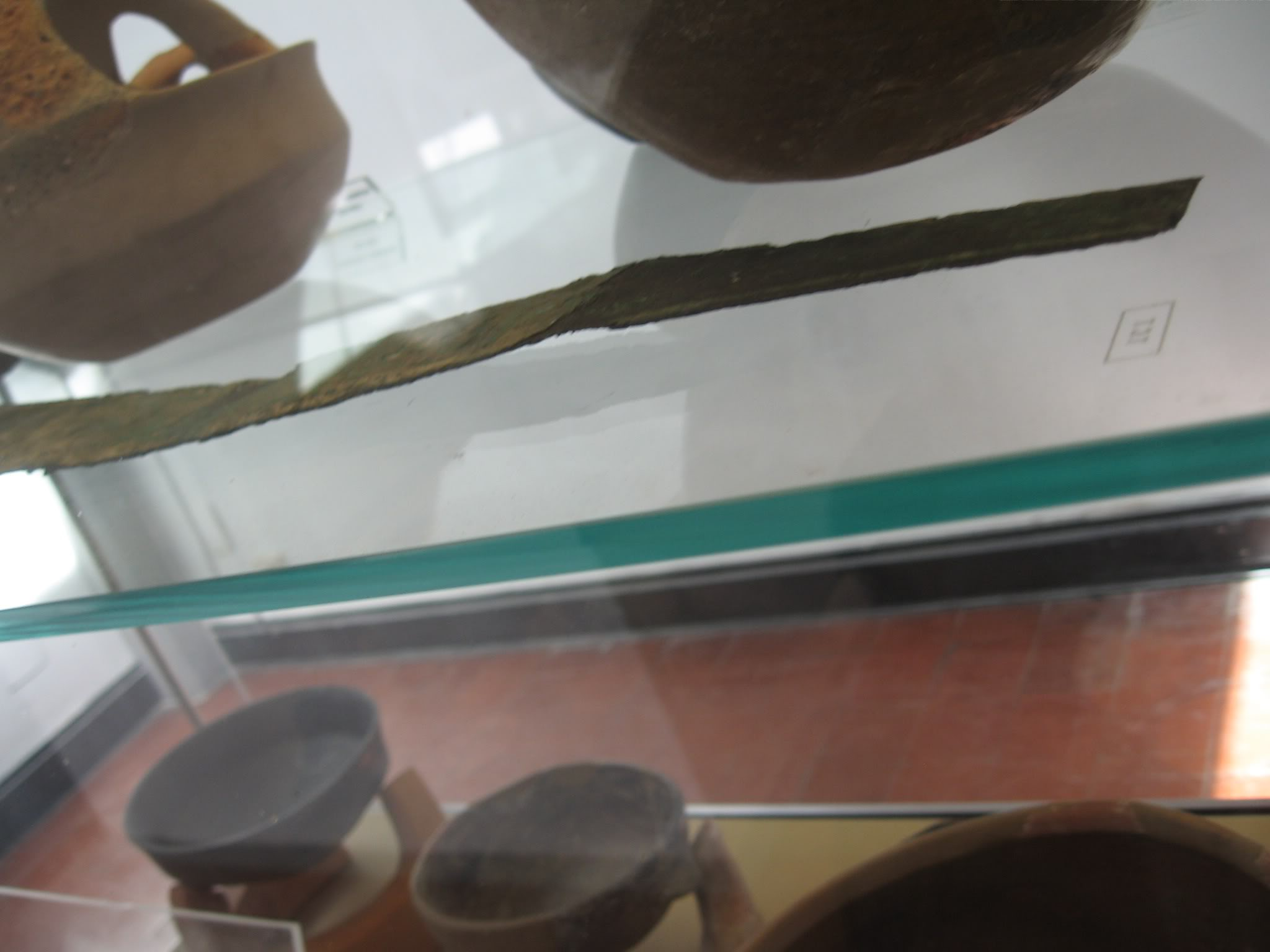
Spada tipo Sant'Iroxi, cultura di Bonnanaro, da Maracalagonis

Il territorio di Maracalagonis è abitato sin dall'eneolitico (III millennio a.C.), in località Cuccuru Craboni è stata scoperta una necropoli della cultura di Monte Claro, utilizzata anche dalle genti della cultura di Bonnanaro (prima età del bronzo).
La civiltà nuragica ha lasciato importanti tracce, sono infatti ancora visibili i resti di numerosi nuraghi. Successivamente vi furono le frequentazioni fenicie e puniche. In località Carroi vennero ritrovate, oltre ai resti di un tempio punico, due statue, in pietra arenaria, del dio Bes, ora conservate al Museo archeologico nazionale di Cagliari. In questo periodo, così come durante la successiva dominazione romana, questa parte di Sardegna era adibita alla coltivazione dei cereali.
Nel Medioevo il territorio fece parte del Giudicato di Cagliari, inserito nella curatoria del Campidano di Calari, detto anche di Civita. A quel tempo erano presenti in quest'area numerosi villaggi di poche decine di abitanti (tra cui Mara e Calagonis). Alla caduta del Giudicato di Cagliari (1258) passa sotto il dominio pisano, e dal 1324 sotto quello aragonese. Maracalagonis si costituì proprio in epoca aragonese, dall'unione di due località rurali contigue, "Mara" e "Calagonis", allorché gli abitanti di Calagonis, ormai in stato di abbandono, si trasferirono a Mara.
Mara era un villaggio dedito per lo più alla pastorizia, sito a SSE, tra le montagne di Serpeddì e i Sette Fratelli con i vari nuraghi, ora quasi tutti distrutti dopo essere stati depredati. Di essi si trovano solo alcune tracce nei pressi di Santu Jorgiu (San Giorgio), Sa Spragaxia, Roperi, Perde Casadas, Mizz'e Fonairi, Mizz'e Ganny, Mizz'e Crabittu, S'arri'e Sicci, Cuill'e Lepiri, Sa Dom'e s'Orcu, Scoa Bois, Monti Nieddu, Sirigargius e altri ancora. Erano, e sono tuttora, i principali punti di orientamento e di riferimento.
Calagonis, era un villaggio adiacente a Mara. Qui nell'82 d.C., durante l'episcopato del vescovo Avendrace (in lingua sarda Tenneru), sotto l'imperatore romano Traiano, nacque da padre pagano e morì martirizzato, trafitto con un grosso chiodo in testa, santo Stefano, santo di cui si trovano in paese le reliquie: Il Teschio col chiodo, conservato in una teca, e le altre ossa riposte all'interno del suo simulacro sotto l'altare maggiore nella chiesa parrocchiale a lui consacrata nel 1925 venerato come Santo Patrono di Maracalagonis.
Gli Aragonesi nel 1363 incorporarono il paese nella contea di Quirra, istituita dal Re di Aragona Pietro IV e concessa in feudo ai Carroz; nel 1603 la contea fu trasformata in marchesato, feudo prima dei Centelles e poi degli Osorio de la Cueva, ai quali fu riscattato nel 1839 con l'abolizione del sistema feudale.
Dal 1928 al 1946 fu aggregata al comune di Sinnai.

### Simboli
Lo stemma e il gonfalone del comune di Maracalagonis sono stati concessi con decreto del presidente della Repubblica dell'8 settembre 1983.
La torre è la cosiddetta Torre de Su Fenugu edificata probabilmente nel 1578 e che faceva parte del sistema difensivo costiero della Sardegna gestito dalla Reale Amministrazione delle Torri del Regno di Sardegna (1583).
Il gonfalone è un drappo troncato di azzurro e di rosso.

## Monumenti e luoghi d'interesse

### Architetture religiose

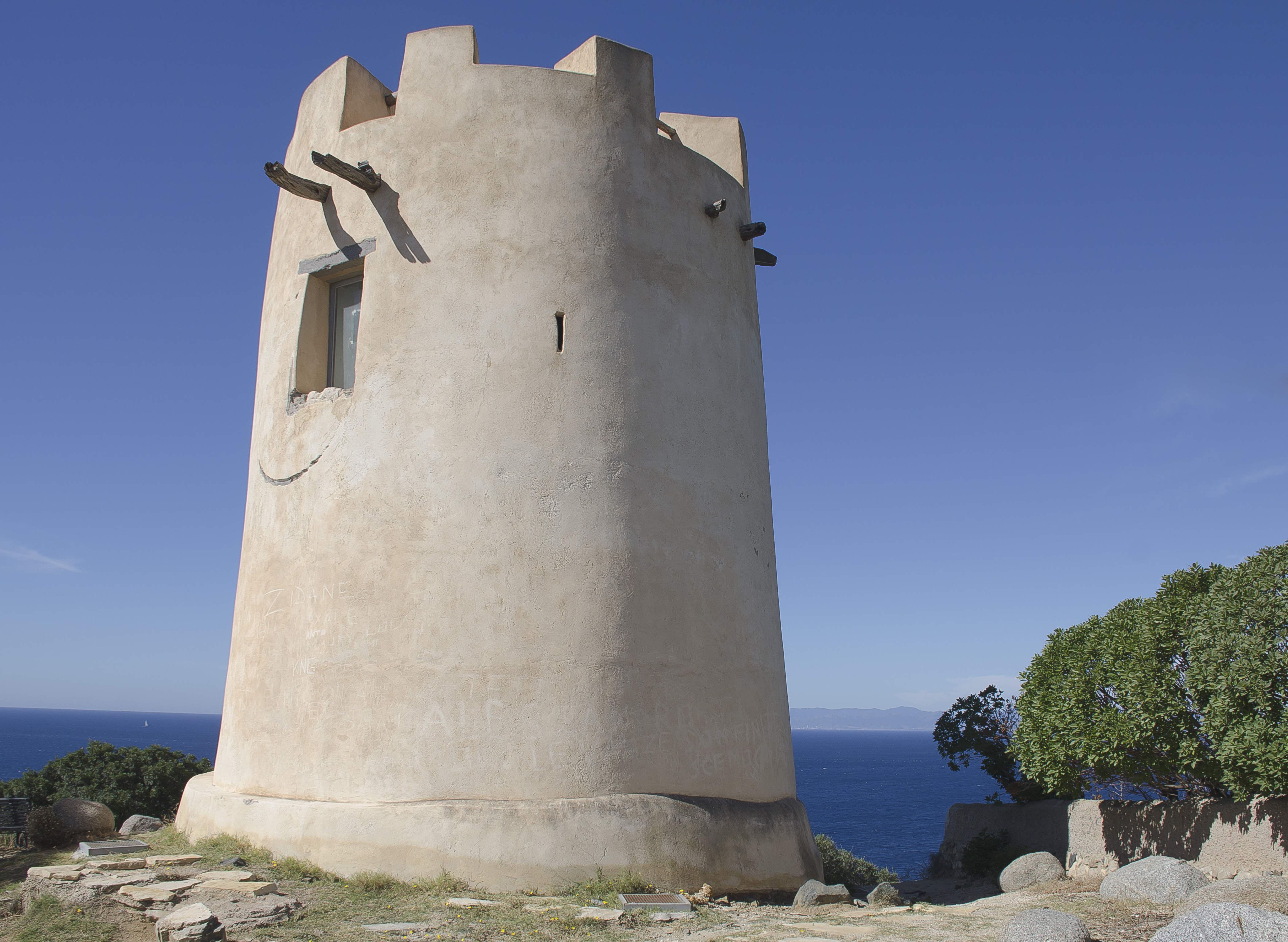
Torre Su Fenugu

- Chiesa della Vergine degli Angeli
- Chiesa di Santa Maria d'Itria

### Architetture militari

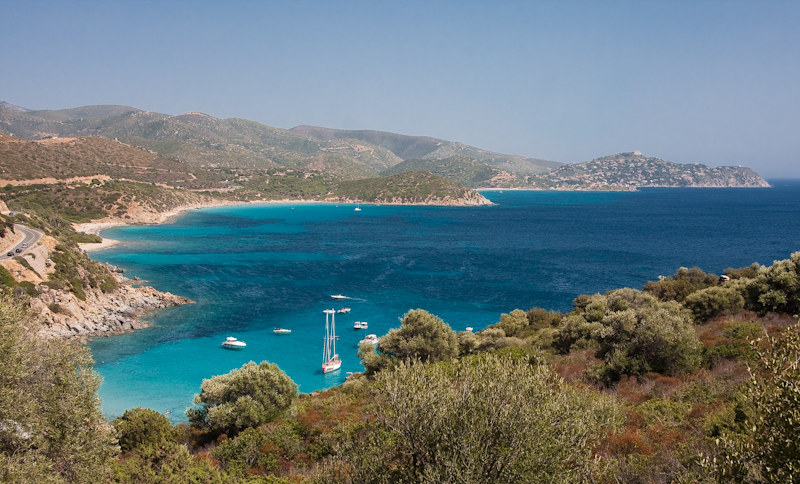
Spiaggia di Genn'e Mari nella frazione di Torre delle Stelle

- Torre Su Fenugu

### Spiagge
- Baccu Mandara
- Cann'e Sisa
- Genn'e Mari
- Geremeas

## Società

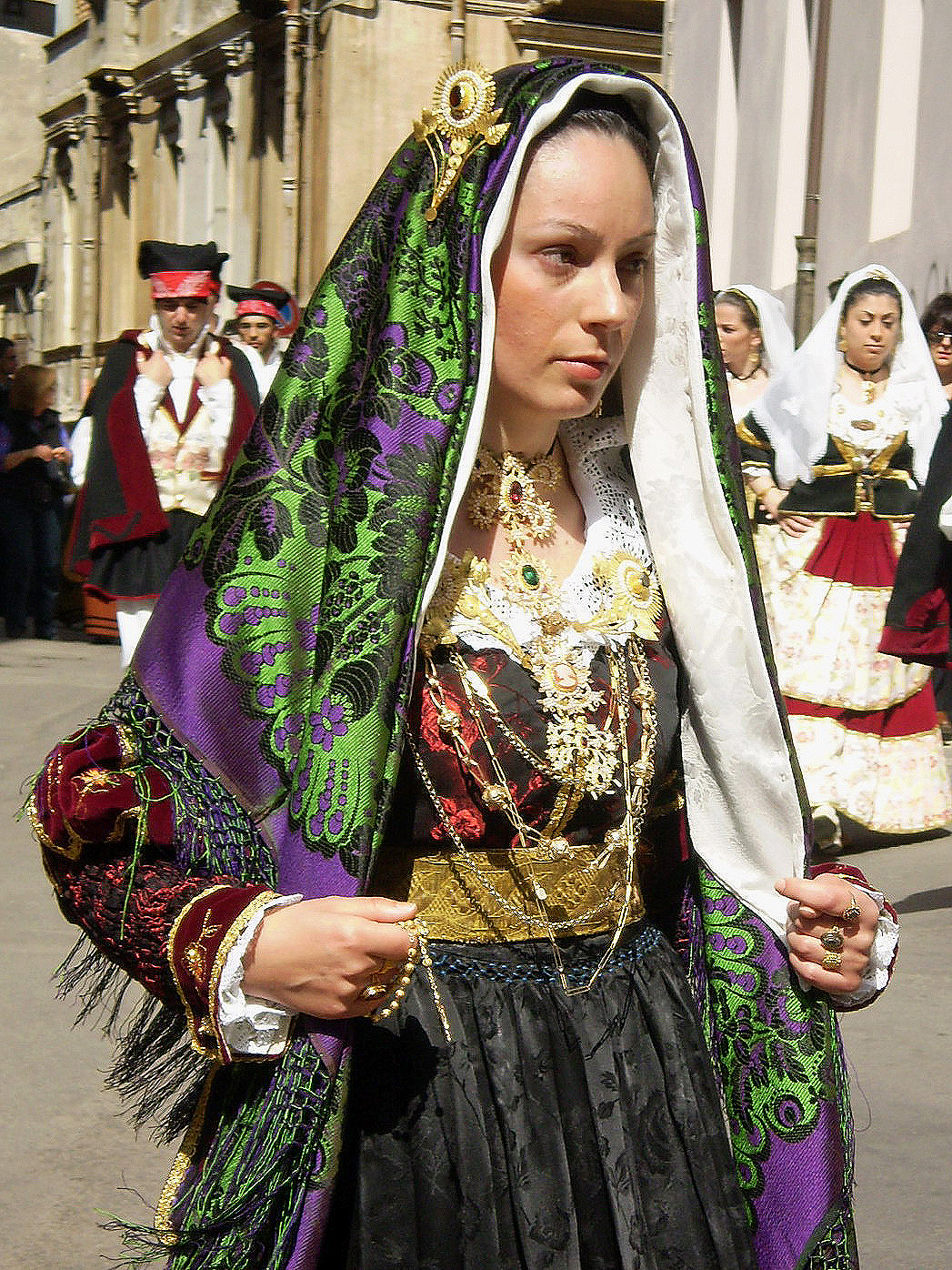
Costume femminile di Maracalagonis

### Evoluzione demografica
Abitanti censiti

### Etnie e minoranze straniere
Al 31 dicembre 2019 a Maracalagonis risiedevano 156 cittadini stranieri, pari al 1,9% della popolazione totale.

### Lingue e dialetti
La variante del sardo parlata a Maracalagonis è il campidanese comune.

## Amministrazione
| Periodo         | Periodo         | Primo cittadino           | Partito                              | Carica      | Note                                                       |
| --------------- | --------------- | ------------------------- | ------------------------------------ | ----------- | ---------------------------------------------------------- |
| 9 giugno 1996   | 16 aprile 2000  | Mario Fadda               | liste civiche di centro-destra       | Sindaco     | [ 9 ]                                                      |
| 16 aprile 2000  | 25 maggio 2003  | Maria Pedditzi In Polluce | lista civica                         | Sindaco     | [ 10 ]                                                     |
| 25 maggio 2003  | 15 giugno 2008  | Mario Fadda               | liste civiche di centro-destra       | Sindaco     | [ 11 ]                                                     |
| 15 giugno 2008  | 26 maggio 2013  | Antonella Corona          | lista civica "Comune Partecipazione" | Sindaco     | [ 12 ]                                                     |
| 27 maggio 2013  | 11 giugno 2018  | Mario Fadda               | lista civica "Prima Maracalagonis"   | Sindaco     | [ 13 ]                                                     |
| 11 giugno 2018  | 31 luglio 2019  | Mario Fadda               | lista civica "Prima Maracalagonis"   | Sindaco     | [ 14 ] [ 15 ]                                              |
| 31 luglio 2019  | 25 ottobre 2020 | Giovanna Maria Serra      | lista civica "Prima Maracalagonis"   | Vicesindaco | reggente dopo il decesso del sindaco in carica Mario Fadda |
| 26 ottobre 2020 | in carica       | Francesca Fadda           | lista civica "Vivere Maracalagonis"  | Sindaco     | [ 16 ]                                                     |